# Panthrakikos
PAE Panthrakikos (griechisch ΠΑΕ Πανθρακικός; deutsch: Gesamt-Thrakischer Fußballclub) ist ein griechischer Fußballverein aus der Football League. Der Verein wurde 1963 in der nordgriechischen Stadt Komotini gegründet. 2012 wurde Panthrakikos Meister der zweitklassigen Football League und stieg in die höchste Spielklasse auf. Im Januar 2017 zog sich der Verein aus finanziellen Gründen aus der zweiten Liga zurück. Zum Ende der Rückrunde hatte Komotini als Erstligaabsteiger nur sechs Punkte.

## Stadion
Panthrakikos spielt im städtischen Stadion Komotini, das ursprünglich 3000 Zuschauer fasste. Nach dem Aufstieg in die erste griechische Fußballliga 2012 wurde eine neue Zuschauertribüne gebaut, sodass das Stadion nun rund 5000 Zuschauer fasst.